# Museo Ferrocarrilero de Aguascalientes
El Museo Ferrocarrilero de Aguascalientes es un recinto museográfico de la ciudad de Aguascalientes. Fundado en 2003 en la Plaza de las Tres Centurias o Complejo Ferrocarrilero Tres Centurias de dicha ciudad, fue alojado en la Antigua Estación de Trenes de la Ciudad y ha conservado su estructura y fachada original ya que ha sido partícipe de diferentes sucesos históricos. Muestra como tanto unas 10 mil piezas de restos materiales de la actividad ferrocarrilera  (locomotoras, vagones, rieles, mercancías de transportación) como los testimonios de quienes laboraron en dicho sector cuando existió.

## Historia
El museo se localiza en dos edificios, la estación de trenes de la ciudad y el almacén de carga, ambos inaugurados el 20 de noviembre de 1911. Ambos fueron construidos en los terrenos de la Hacienda de Ojocaliente, a partir de 1893. Los edificios fueron obra del arquitecto italiano G.M. Buzzo. La parte inferior de la estación contaba con las salas de espera para los pasajeros y un restaurante, y la parte superior fueron oficinas. Los edificios fueron renovados por el arquitecto José Luis García Ruvalcaba para su funcionamiento como museo en 2003.